# Francis Walker (entomolog)
Francis Walker, född den 31 juli 1809 i Southgate, Middlesex, död den 5 oktober 1874 i Wanstead, var en brittisk entomolog.
Walker kom från en välhavande familj och växte upp i Schweiz, där han tidigt började samla fjärilar. Han samlade insekter för British Museum (det senare Natural History Museum) 1837–1863 och katalogiserade deras samling (utom skalbaggarna). Han publicerade över 300 vetenskapliga arbeten och talrika ännu giltiga första beskrivningar kommer från hans hand, men även många dubbelbenämningar, vilket senare gjorde honom omstridd. Huvuddelen av hans typmaterial finns i behåll exempelvis i Natural History Museum. Förutom i Storbritannien och Irland samlade han i Frankrike, Italien, Tyskland och Lappland.